# Vito Cascio Ferro

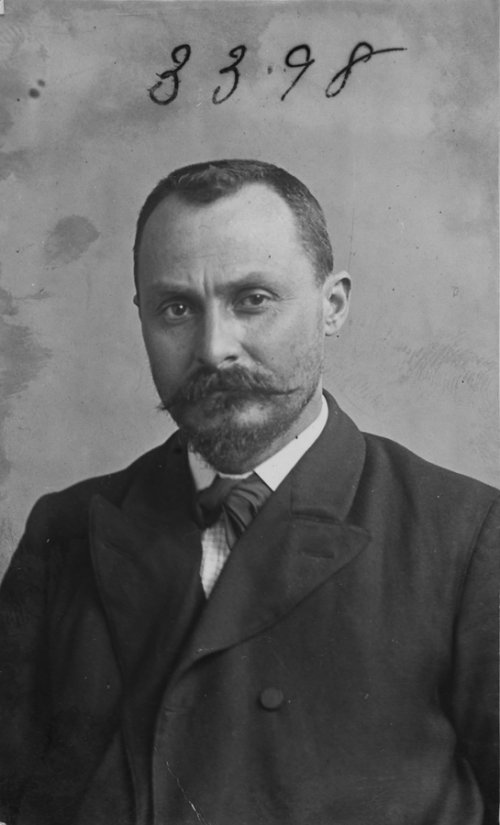
Vito Cascio (1902)

Vito Cascio Ferro (* 22. Januar 1862 in Palermo; † Sommer 1943 auf Sizilien), alias Don Vito und Vito Cascioferro, war ein sehr bekannter Sizilianer und Angehöriger der Mafia, der in New York City den sogenannten Krieg von Castellammare auslöste.

## Leben
Vito Cascio Ferro wurde als Sohn von Accursio, der ein früher Anhänger des Anarchismus in Europa war, und Santa Ippolito geboren. Bereits 1884 – im frühen Erwachsenenalter – war Vito als Geldeintreiber tätig, worauf aber bald Brandstiftung, Erpressung und Kidnapping folgten.
Um der polizeilichen Verfolgung zu entgehen, verließ er Italien und traf am 30. September 1901 von Le Havre kommend in New York City ein, wo er zusammen mit seiner Schwester Francesca und deren Ehemann ein Apartment in der 103rd Street bewohnte, bevor er eine eigene Wohnung in der Morgan Street beziehen konnte.
Er arbeitete mit Ignazio Saietta und dessen Black Hand Gang zusammen, die ebenfalls – aus Europa kommend – anarchistische Wurzeln aufwies; wovon allerdings (gemessen an den Aktivitäten) nichts mehr (falls überhaupt je vorhanden) übrig geblieben war, denn außer Erpressung hatte diese Gruppe nun mit anderen italienischen Emigranten einen großangelegten Falschgeldring aufgezogen. Bei diesen Emigranten handelt es sich um die Morello-Gang, die als Vorläufer der später als „Genovese-Familie“ klassifizierten Clans der La Cosa Nostra in New York City gelten kann.
1909 wurde Cascio Ferro wegen Mordverdachts durch den New Yorker Polizeibeamten Giuseppe „Joe“ Petrosino, der als ein Wegbereiter in der Bekämpfung organisierter Kriminalität in den USA gelten kann, verhaftet.
Cascio Ferro wurde freigesprochen, kehrte nach Sizilien zurück, verstrickte sich weiter in die Aktivitäten der dortigen Cosa Nostra und war bald als Don Vito bekannt. Im gleichen Jahr wurde Joe Petrosino ermordet, der eine geheime Operation auf Sizilien durchführen wollte, was aber durch die Presse in den USA verraten worden war. Ferro wurde wegen des Mordes verhaftet, konnte allerdings ein Alibi vorweisen. Allerdings soll er später vor anderen Mafiosi den Mord zugegeben haben; zumindest half ihm diese Behauptung, seinen Anspruch „Capo di tutti i capi“ (it.: Boss aller Bosse) zu werden, voranzutreiben.
Zu diesem Zweck schickte er unter anderem Salvatore Maranzano nach New York City, was dort den sogenannten Krieg von Castellammare auslöste. Diese Verschickung von Sizilianern hatte bereits in den 1910er Jahren begonnen und war in den 1920ern fortgesetzt worden; darunter waren auch Carlo Gambino, Salvatore Maranzano, Joseph Bonanno, Joseph Magliocco und Vincent Mangano. Viele waren vermutlich der Meinung, dass Don Vito seine eigene Rückkehr in die USA damit vorbereitete, aber daraus sollte nichts werden.
Der Don, der schon 69-mal wegen unterschiedlicher Delikte verhaftet worden war, wurde nach seiner 70. Verurteilung 1929 durch den Präfekten Cesare Mori für 50 Jahre ins Gefängnis geschickt, wo er auch starb.
Über sein Ende gibt es drei Theorien. Nach der zunächst gängigen war er 1945 an einem Herzinfarkt gestorben, nach der zweiten wurde er 1943 durch einen Bombenangriff der Alliierten getötet. Der Autor Arrigo Petacco veröffentlichte 1974 in seinem Buch über „Joe Petrosino“ eine Variation der zweiten Darstellung; ihr zufolge war Cascio Ferro im Sommer 1943 in seiner Zelle verdurstet, da er dort zurückgelassen wurde, während der Rest des Gefängnisses anlässlich der Landung der Alliierten auf Sizilien evakuiert worden war.